# Kodijak
Kodijak (lat. Ursus arctos middendorffi) je najveća podvrsta smeđeg medvjeda. Živi na području otočja Kodiak u jugozapadnoj Aljaski.

## Izgled
Boja krzna varira od žućkasto-narančaste do tamnosmeđe. Tijelo je zdepasto izgrađeno. Udovi su dugi i snažni, a glava je velika i okrugla. Rep je samo mali patrljak. Ženke su teške od 225 do 315 kilograma, dok je tjelesna masa mužjaka 360-635 kilograma. Ženke su uglavnom oko 20% manje i 30% svjetlije od mužjaka. Konačnu tjelesnu masu ovaj medvjed postiže sa šest godina starosti. Duljina tijela je do 3 metra, a visina ramena 150 centimetara.

## Razmnožavanje
Kodijak spolnu zrelost postiže s pet godina, te nove mladunce dobiva svake četiri godine. Sezona parenja traje tijekom svibnja i lipnja. Monogaman je. Mladi se kote u jazbini tijekom siječnja i veljače. Tjelesna masa im je manja od pola kilograma. U prosjeku pri okotu ovog medvjeda na svijet dođe 2,4 mladunca. Ponekad se ženka ovog medvjeda zna vidjeti i s pet ili šest mladunaca, vjerojatno preuzetih od drugih majki. Mladunci s majkom ostaju oko tri godine. 
Skoro polovica mladih medvjeda umre prije nego što odu, a najčešći uzrok je kanibalizam odraslih mužjaka.  Medvjedi starosti od 3-5 godina imaju također veliku stopu smrtnosti; preživi 56% mužjaka i 89% ženki. Većina mladih ženki kad ode od majke, bude u njezinoj blizini, dok mužjaci odu puno dalje. Iako spolnu zrelost postižu s pet godina, uglavnom prve potomke dobivaju s devet godina starosti. Najstariji zabilježen mužjak bio je dobi od 27 godina, dok je ženka bila stara 34 godine.

## Vanjske poveznice
- www.kodiak.org  Arhivirana inačica izvorne stranice od 29. siječnja 2012. (Wayback Machine)